# مایکل مولر (بازیکن فوتبال، زاده ۱۹۴۴)
مایکل مولر (انگلیسی: Michael Müller؛ زادهٔ ۲۸ اکتبر ۱۹۴۴) بازیکن فوتبال است.